# Danny Miller
Ne doit pas être confondu avec Danny Miller (acteur).
Danny Miller, né le 18 mars 1980, est un joueur de basket-ball américain et italien (2,01 m).

## Carrière

### Universitaire
- 1998 - 2001 :  Université du Maryland (NCAA)
- 2002 - 2003 :  Notre Dame (NCAA)

### Clubs
- 2004-2005 :  ASVEL Lyon-Villeurbanne (Pro A)
- 2005 :  Bàsquet Manresa (Liga ACB)
- 2006-2007 :  Teramo Basket (Lega A)